# Щасливий млин
Щасливий млин (рум. Moara cu noroc) — це повість, написана Йоаном Славичем, яка розповідає про наслідки, які прагнення до багатства має на людську долю. Оповідання було опубліковано в 1881 році в томі «Novele din popor» разом з іншими оповіданнями письменника, такими як: «Popa Tanda», «Gura satului», «O viède lost», «La crucea din sat», «Scormon» і «Budulea Taichii». Більшість критиків вважають його одним із найважливіших творів автора, поряд із «Педурянка» та романом Мара.

## Персонажі
- Ліке Семедеу
- Гіце
- Ана
- Сеїле Боарул
- Реуц
- Бузе Рупте (з рум. — «розірвана губа»)
- Пінтя — жандарм
- мама Ани
- Лає — один із слуг Гіце
- Марц — другий слуга Гіце
- Уца — одна із слуг Гіце
- Петрішор — дитина Гіце та Ани

## Літературний аналіз
Тема новели — негативні наслідки на людську долю, які тягне за собою жадоба багатства. Автор переконаний, що гонитва за грошима приносить у життя лише зло і, зрештою, веде до загибелі. Таким чином, «Щасливий млин» — це психологічна новела, дія якої відбувається в трансільванському селі другої половини XIX століття.
Новела має 17 розділів без назви (пронумерованих римськими цифрами), з хронологічною розповіддю та класичною композицією.
Щасливий млин починається і закінчується словами старої свекрухи Гіце: «Нехай людина задовольняється своєю бідністю, бо коли до цього дійде, то не багатство, а спокій вашої хати, — це робить тебе щасливим». І, відповідно, «Я відчувала, що це не вийде на добре; але так їм дано», що свідчить про інтегральну єдність.
У новелі зустрічається багато народних виразів і прислів'їв, наприклад, «що в руці не лежить», «коли потилицю очима побачив».
Джордже Келинеску в «Історії румунської літератури від її витоків до сьогодення» вважає, що «Щасливий млин» — це «суцільна новела з новим сюжетом. Великі свиноферми в арадійській пустелі та дика мораль свинопасів мають щось від величі американських історій із величезними преріями та стадами бізонів.[…] Самадул Ліка — злодій і вбивця, якого прикривають сильні люди [ …] Корчмар Гіце ставить себе на шляху покидьків, де він заробляє великі гроші, і сидить посередині між правовим порядком держави та взаємним законодавством злодіїв».

## Екранізація
Оповідання було екранізовано в 1955 році режисером Віктором Іліу. Фільм був номінований на «Золоту пальмову гілку» Каннського кінофестивалю. У 2015 році роман був екранізований режисером Маріаном Крішаном як «Оризонт» (вільна адаптація).

## Переклади
- угорською: Jószerencse malma, 1970 (з післямовою Дьюли Давіда[hu]).
- есперанто: La muelilo de la fortuno, trad. Lenke Szász. Antwerpen: Flandra Esperanto-Ligo, 2018.

### Переклади українською
- Славіч, Йон (1972). Щасливий млин. Скарб. Бібліотека світової класики. Т. 51. Переклад: Микола Ігнатенко. Дніпро. с. 191.